# Мстислав (линейный корабль)
«Мстислав» — 74-пушечный парусный линейный корабль Балтийского флота России. Один из девятнадцати кораблей типа «Ярослав». Был заложен 19 (30) сентября 1782 года на Соломбальской верфи Архангельска, спущен на воду 12 (23) мая 1784 года. Строительство велось корабельным мастером Михаилом Дмитриевичем Портновым.
Корабль принимал участие в войне с Швецией 1788—1790 годов, войнах с Францией 1792—1797 и 1798—1800 годов.

## История службы
В июле—августе 1785 года «Мстислав» во главе эскадры перешёл из Архангельска в Кронштадт. 20 декабря 1787 года он был зачислен в Средиземноморскую эскадру адмирала С. К. Грейга.

### Русско-шведская война
23 июня 1788 года корабль с эскадрой С. К. Грейга вышел из Кронштадта на поиск шведских судов. 6 июля корабль принимал участие в Гогландском сражении. Корабль был серьёзно повреждён — получил 116 пробоин. Было убито 23 и ранено 47 человек. После боя крейсировал в Финском заливе. 26 июля «Мстислав» в составе трёх головных кораблей атаковал шведские суда, пытавшиеся скрыться шхерах Свеаборга, однако, войдя в пролив, корабль прекратил погоню. До 17 октября «Мстислав» в составе эскадры крейсировал у Свеаборга, после чего прибыл в Ревель. 
2 июля 1789 года корабль с эскадрой адмирала В. Я. Чичагова вышел из Ревеля в Балтийское море для поиска судов неприятеля. 15 июля «Мстислав» принимал участие в Эландском сражении. На корабле было убито два человека и ранено 16. Погиб и командир корабля — капитан бригадирского ранга Г. И. Муловский.
2 мая 1790 «Мстислав» участвовал в Ревельском сражении. Стоя на шпринге в первой линии, он совершил 793 выстрела. Было ранено три человека.
22 июня корабль принял участие в Выборгском сражении. 23 июня вместе с кораблём «Кир Иоанн» атаковал шведский корабль, идущий под контр-адмиральским флагом, после чего при содействии корабля «Храбрый» принудил к сдаче один из шведских кораблей. 25 июня «Мстислав» отделился от флота и повёл пленённый шведский корабль в Ревель.

## Командиры
Должность командира корабля занимали:
1. 1785 — Г. Д. Киленин
2. с 1787 до 15 июля 1789 — Г. И. Муловский
3. с 15 июля 1789 — О. В. Эссен
4. до 16 мая 1790 — А. И. Денисов
5. с 16 мая 1790 по 1793 — К. П. Биллов (Биллоу)
6. 1797 — P. M. Харламов
7. с 1798 до июль 1799 — Р. В. Кроун
8. с июля 1799 по 1800 — А. В. Моллер
9. 1801 — Т. В. Мур
10. 1802 — С. Я. Дешаплет
11. 1803—1804 — Е. Е. Симме
12. 1805—1807 — Я. П. Дон